# クタイシ自動車機械工場
クタイシ自動車機械工場（英:Kutaisi Auto Mechanical Plant, KAKP グルジア語:ქუთაისის ავტომექანიკური ქარხანა ラテン文字転写:k'ut'aisis avtomek'anikuri k'arkhana）旧称:クタイシ自動車工場 （英:Kutaisi Automobile Plant, KAZ グルジア語:ქუთაისის საავტომობილო ქარხანა ラテン文字転写:k'ut'aisis saavtomobilo k'arkhana）は、ジョージア、イメレティ州クタイシに本拠を置く貨物自動車メーカー。現在はジョージアン・インダストリアル・グループの子会社となっている。ソ連ではKAZトラックをジョージアの歴史的な由来名である「コルキス」と呼称した。

## 歴史
1945年、ソビエト連邦国防委員会の決議によって設立された。グリゴリー・オルジョニキーゼにちなんで名付けられたクタイシ自動車工場は、コーカサス地域では最も古い工業生産施設のひとつである。
ヴィリニュスに駐屯していたポーランド国内軍の兵士がクタイシの収容所に収監されたことで工場の労働力として徴用されており、1950年にエンジンとトランスミッションの製造が開始されている。1951年8月18日、KAZ初となるトラック「Kaz-150」が生産ラインから初出荷されている。1976年に工場は労働赤旗勲章を授与されている。1991年、ジョージアはソビエト連邦の崩壊により独立。その後、国内経済は不況に陥っており、同時にロシア市場を失ったことから倒産の危機に瀕している。1995年から1996年にかけ、ゼネラルモーターズはKAZで自動車の組み立てとロシア対する輸出に関し興味を持っていたが、高い税制を理由に進出を見送っている。2002年にはインドの大手自動車メーカーであるマヒンドラ&マヒンドラも進出を計画したが失敗に終わっている。2003年にはロシアの貨物自動車メーカーカマズとの生産契約を交わしたが、一時的なものであったため最終的に工場は荒廃し始めており、2010年に工場の大半が閉鎖されている。
KAZは長期に渡り操業を停止していたが、2006年ジョージアン・インダストリアル・グループに買収され、クタイシ自動車機械工場（KAKP）に社名を変更し金属加工業として再出発している。

## 過去製造された製品

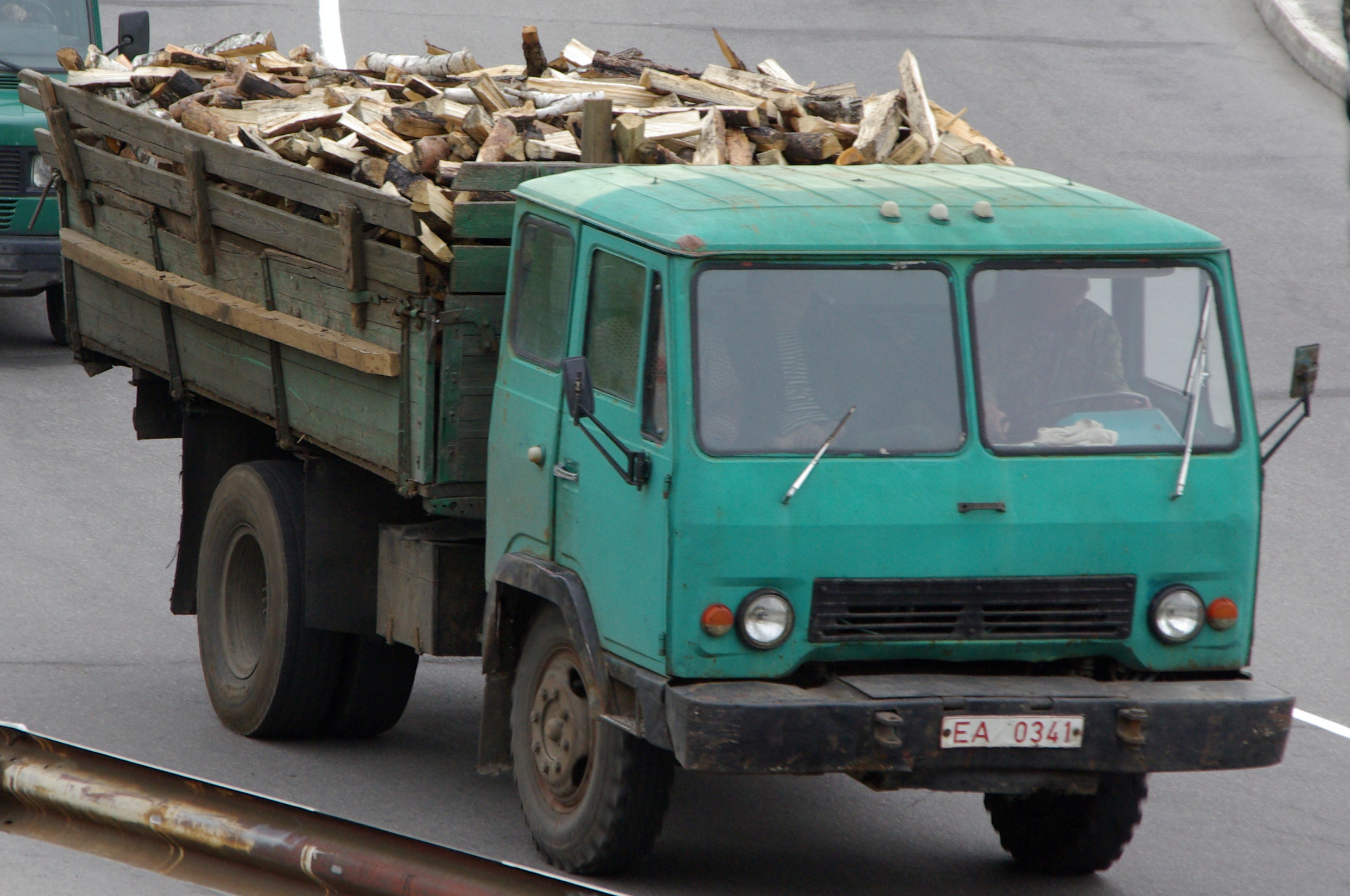
KAZ-608

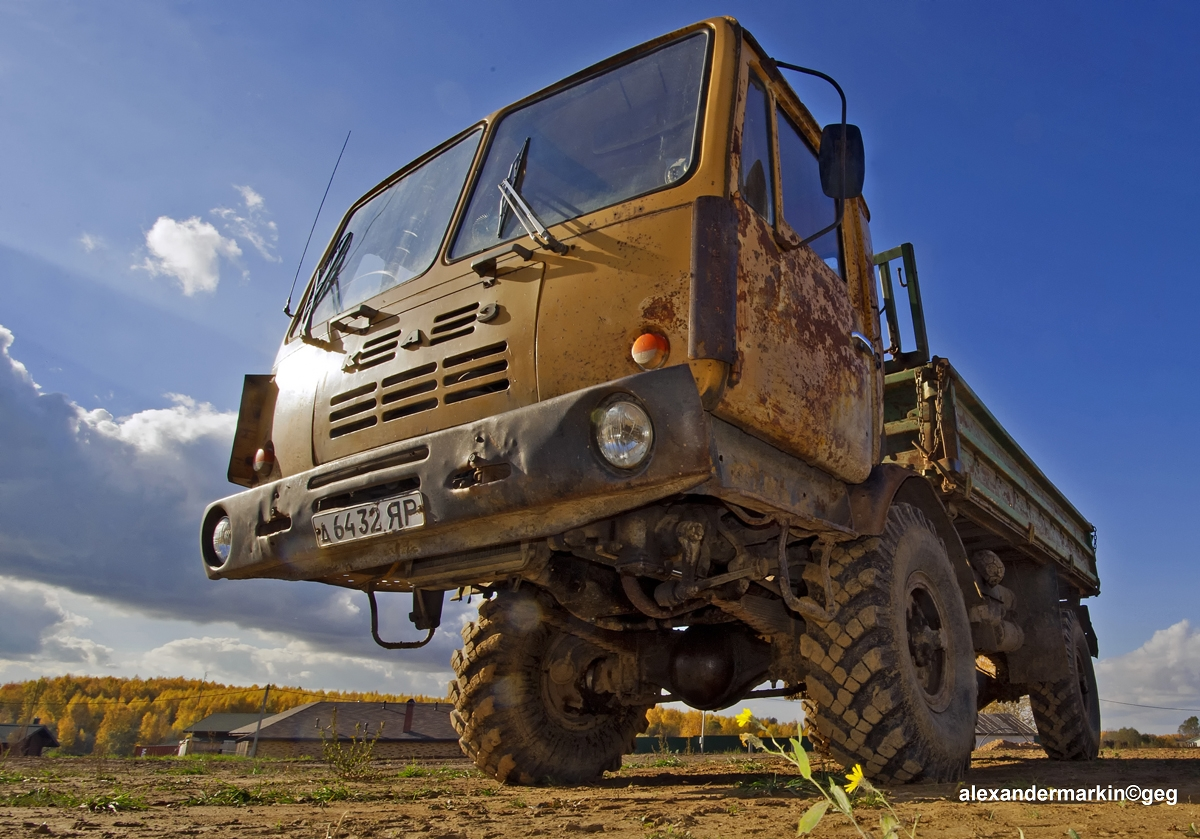
KAZ-4540

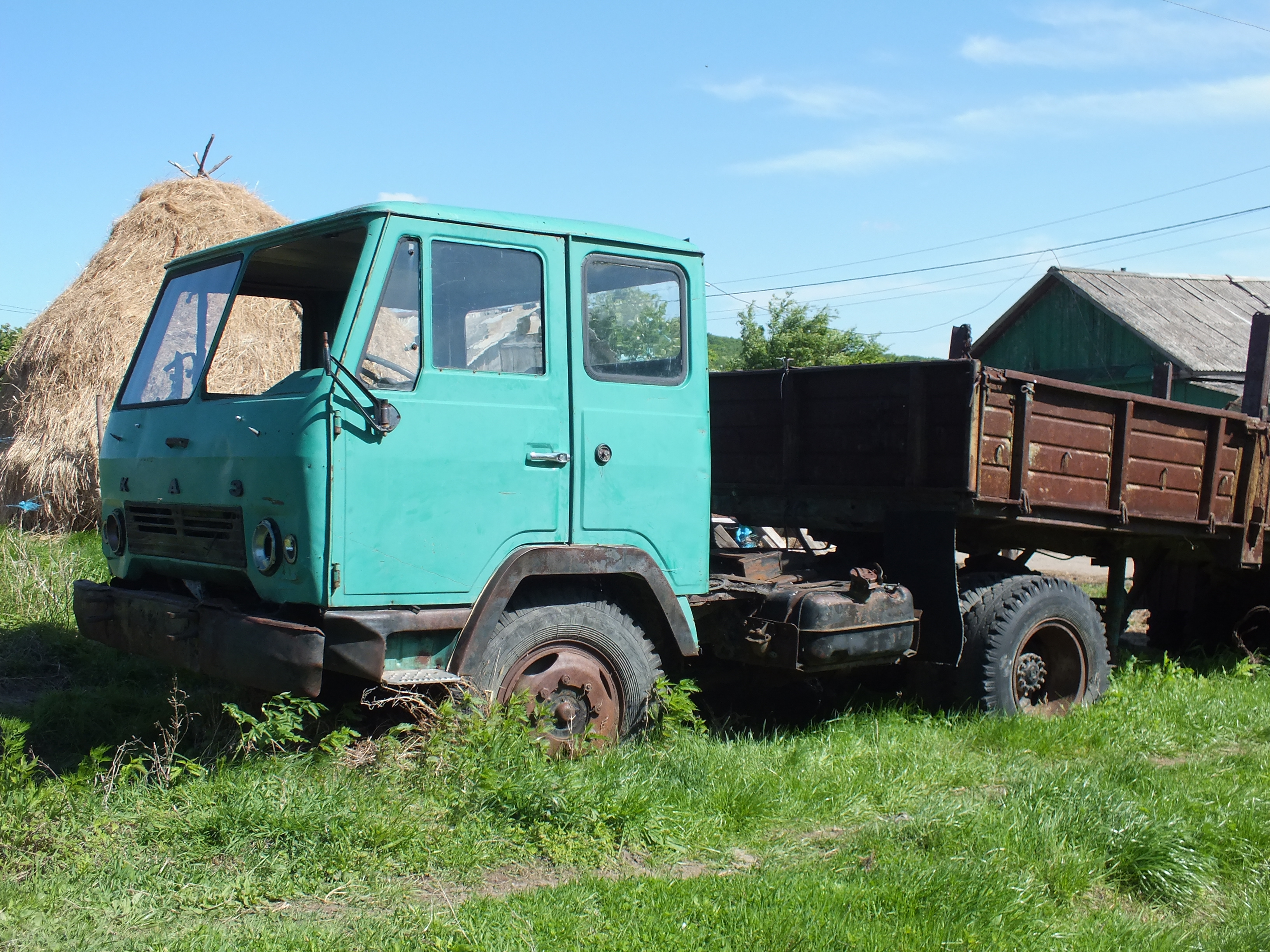
排棄されたKAZ-608b

### トラック
- KAZ-120T

- KAZ-130

ZIL-164を基に開発された。
- KAZ-605

ZIL-164を基に開発された。
- KAZ-606

ZIL-164を基に開発された。
- KAZ-608

ZIL-130を基に開発された。
- KAZ-608 b

ZIL-130を基に開発された。
- KAZ-4502
- KAX-4540

ダンプトラック

### 軍用車両

#### 装甲兵員輸送車（試作車）
- Объект 1015 - オブイェークト（オブジェクト）
- Объект 1020
- Объект 1030
- Объект 1040
- Объект 1045

## 製品
- 園芸用カート
- 農業用機械
- 電気ヒーター部
- 鉄道・ロープウェイ部品
- 金属加工品全般